# Sigismund Freyer
Sigismund Freyer (Nysa, 22 de janeiro de 1881 -  data de morte desconhecida) foi um ginete alemão nascido na Polônia, medalhista olímpico. 

## Carreira
Sigismund Freyer representou seu país nos Jogos Olímpicos de 1912, na qual conquistou a medalha de bronze no salto por equipe. 